# Kroktjärnen (Lillhärdals socken, Härjedalen, 687594-137307)
Kroktjärnen är en sjö i Härjedalens kommun i Härjedalen och ingår i Ljusnans huvudavrinningsområde.